# 1-Isopropyl-2,2-dimethyltrimethylendiisobutyrat
1-Isopropyl-2,2-dimethyltrimethylendiisobutyrat ist eine 1:1-Mischung von zwei stereoisomeren chemischen Verbindungen aus der Gruppe der Carbonsäureester.

## Gewinnung und Darstellung
1-Isopropyl-2,2-dimethyltrimethylendiisobutyrat kann durch säurekatalysierte Spaltung und Veresterung von 2,4-Diisopropyl-5,5-dimethylmetadioxan gewonnen werden. Ebenfalls möglich ist die Darstellung durch Claisen-Tiščenko-Reaktion von Isobutyraldehyd und anschließende Transesterifikation des 3-Hydroxy-2,2,4-trimethylpentylisobutyrat.

## Eigenschaften
1-Isopropyl-2,2-dimethyltrimethylendiisobutyrat ist eine brennbare, schwer entzündbare, farblose Flüssigkeit mit schwachem Geruch, die praktisch unlöslich in Wasser ist.

## Verwendung
1-Isopropyl-2,2-dimethyltrimethylendiisobutyrat kann als Weichmacher (zum Beispiel bei der Herstellung von hochplastifiziertem Polyvinylchlorid, das durch Gammabestrahlung vernetzt ist) verwendet werden. Es wurde auch als Bestandteil in der Beschichtung druckempfindlicher Kopierpapiere verwendet und als Bestandteil von flüchtigen Verbindungen (VOC) aus der Innenraumluft von Neuwagen nachgewiesen.